# Die Aßmanns
Die Aßmanns er en tysk stumfilm fra 1925 instrueret af Arthur Bergen.

## Medvirkende
- Grete Reinwald som Bettina
- Bruno Kastner som Ernst Aßmann
- Auguste Prasch-Grevenberg som Großtante Emma
- Elena Lunda som Asta Wendheim
- Grete Berger som Frau Fabrikbesitzer Aßmann
- Karl Elzer
- Hans Stüwe som Assessor von Bühren